# Щавлевий суп
Щавлевий суп — овочева страва із щавлю, молодої кропиви, картоплі, моркви, кореня петрушки, готується на м'ясному бульйоні та подається  гарячою. При подачі в тарілку кладуть відварене та 
подрібнене куряче яйце та заправляють сметаною. [джерело?]

## Варіант приготування
Шматок молодої телятини промити, покласти в каструлю з цілою цибулиною та залити водою.
Поставити на вогонь, як почне кипіти, зняти піну.
Окремо зварити на «твердо» яйця.
Тим часом помити, почистити, та порізати картоплю і моркву.
Як м'ясо звариться, його витягнути та видалити цибулину.
Всипати до розсолу підготовлені картоплю та моркву, лавровий листок, 5-7 горошин перцю.
М'ясо порізати на порційні шматки.
Пів-склянки сметани кімнатної температури розколотити зі 100 мл молока.
Підготувати та промити пучок щавлю, зелень кропу, цибулі і петрушки; посікти їх.
Коли картопля стане м'якою, всипати підготовлену зелень, влити суміш сметани та молока, довести до кипіння, посолити та через 2-3 хвилини зняти з вогню.
При подачі до столу в тарілку покласти покришене відварене яйце та шматок м'яса.